# Vassili Marguélov
Vassili Filíppovitx Marguélov (rus: Василий Филиппович Маргелов) (27 de desembre de 1908 – 4 de març de 1990) va ser un General d'Exèrcit soviètic, que rebé el títol d'Heroi de la Unió Soviètica. Marguèlov va ser el comandant en cap de les Tropes Aerotransportades Soviètiques durant més de vint anys, sent un dels màxims responsables de la seva modernització.

## Biografia
Fill d'un treballador de la metal·lúrgia, va néixer a Iekaterinoslav. El 1928 ingressà a l'Exèrcit Roig, graduant-se a l'Acadèmia Militar de Belarús tres anys després.
El 1939 participà en la invasió de Polònia i a la guerra d'Hivern contra Finlàndia. Durant la Gran Guerra Patriòtica va ser comandant d'un regiment que lluità a Stalingrad i el 1944 passà a comandar la 49a Divisió de Fusellers, amb la que travessà el Dnièper i alliberà la ciutat de Kherson, a Ucraïna, la qual cosa li valgué el títol d'Heroi de la Unió Soviètica. En finalitzar la guerra, Marguèlov encapçalà un regiment durant la Desfilada de la Victòria a Moscou.
El 1948 va ser nomenat comandant de la 76a Divisió Aerotransportada, i el 1954 va ser nomenat comandant en cap de les Tropes Aerotransportades (VDV). Marguèlov ocupà aquest càrrec durant els períodes entre 1954 i 1959, i entre 1961 i 1978. Durant tot aquest temps, les VDV van ser modernitzades, usant vehicles de combat d'infanteria i artilleria autopropulsada, quelcom poc comú entre les forces aerotransportades.
Vassili Marguélov va morir a Moscou el 4 de març de 1990.
El 5 de maig del 2005, es creà la Medalla General d'Exèrcit Marguèlov, atorgada als soldats que servissin en unitats aerotransportades per 15 anys de bon servei o que prèviament haguessin estat condecorats "per mèrits".

## Condecoracions
- Heroi de la Unió Soviètica
- Orde de Lenin (4)
- Orde de la Revolució d'Octubre
- Orde de la Bandera Roja (2)
- Orde de Suvórov de 2a classe
- Orde de la Guerra Patriòtica de 1a classe (2)
- Orde de l'Estrella Roja
- Orde del Servei a la Pàtria a les Forces Armades de 2a i 3a classe
- Medalla del Centenari de Lenin
- Medalla de la defensa de Leningrad
- Medalla de la defensa d'Odessa
- Medalla de la defensa de Stalingrad
- Medalla de la victòria sobre Alemanya en la Gran Guerra Patriòtica 1941-1945
- Medalla del 20è Aniversari de la Victòria en la Gran Guerra Patriòtica
- Medalla del 30è Aniversari de la Victòria en la Gran Guerra Patriòtica
- Medalla del 40è Aniversari de la Victòria en la Gran Guerra Patriòtica
- Medalla per la Conquesta de Budapest
- Medalla per la Conquesta de Viena
- Medalla dels Veterans de les Forces Armades Soviètiques
- Medalla per la Consolidació de la Cooperació de Combat
- Medalla del 30è Aniversari de l'Exèrcit i l'Armada Soviètics
- Medalla del 40è Aniversari de les Forces Armades Soviètiques
- Medalla del 50è Aniversari de les Forces Armades Soviètiques
- Medalla del 60è Aniversari de les Forces Armades Soviètiques
- Medalla del 70è Aniversari de les Forces Armades Soviètiques
- Medalla del 250è Aniversari de Leningrad
- Premi Estatal de l'URSS
- Orde de la República Popular de Bulgària de 2a classe
- Orde de la República Popular d'Hongria de 3a classe
- Comandant de l'Orde Polònia Restituta
- Orde de Tudor Vladimirescu de 2a i 3a classe (Romania)
- Orde de la Bandera Roja (Mongòlia)
- Orde de Klement Gottwald (Txecoslovàquia)
- Estrella d'Amistat entre les Nacions de Plata (RDA)
- Comandant de la Legió del Mèrit (Estats Units)
- Estrella de Bronze (Estats Units)